# Ming Shenzong
Pour les articles homonymes, voir Wanli.
Wanli (萬曆, Pékin 4 septembre 1563 - id. 18 août 1620), de son nom personnel Zhu Yijun (朱翊鈞), est le treizième empereur de la dynastie Ming (1572-1620). Il succède à 9 ans à son père Longqing.

## Biographie

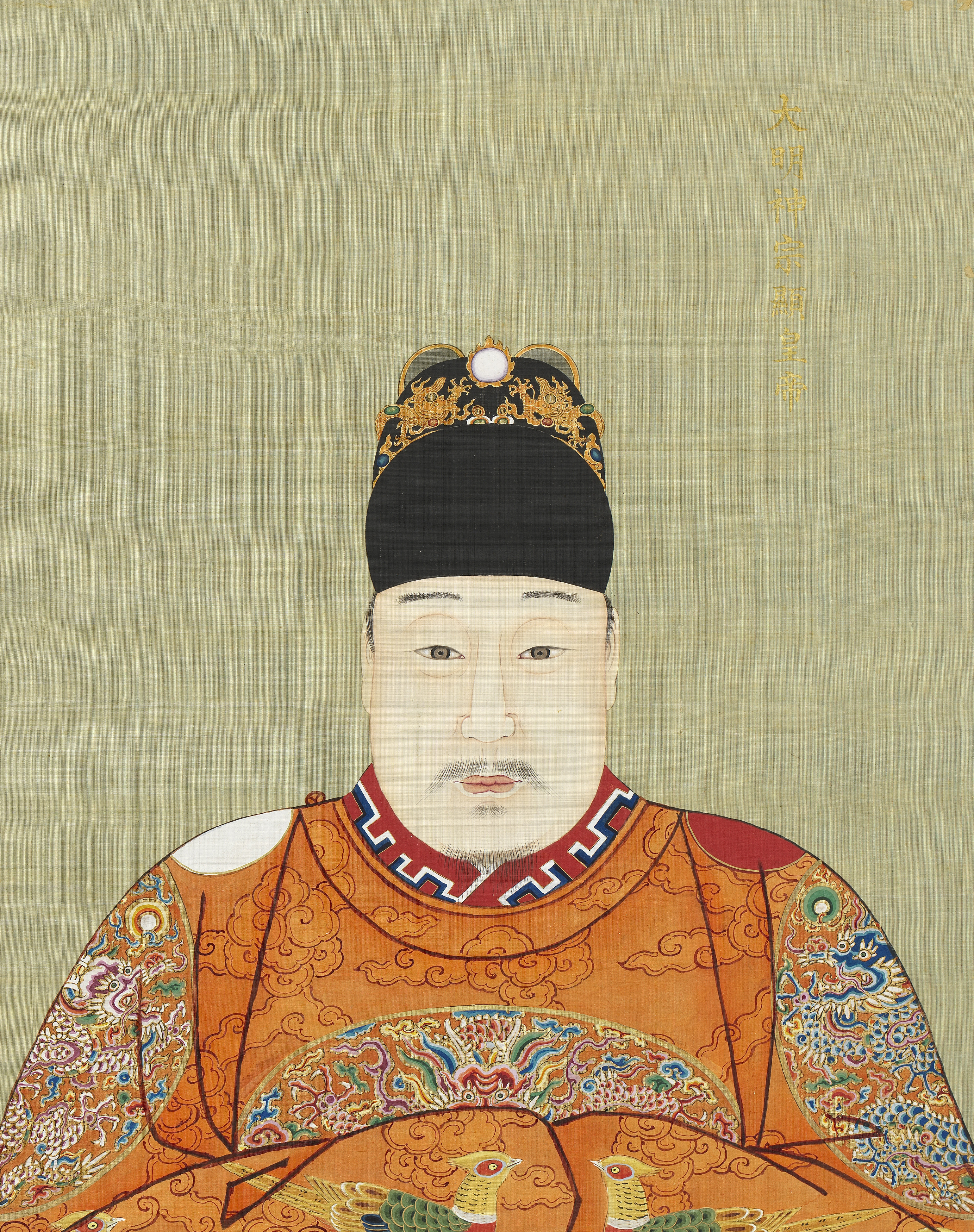
Portrait de cour de Wanli.

Dans la jeunesse de l'empereur (1572-1582), le Grand secrétaire Zhang Juzheng gouverne avec compétence. Il chercha à réduire les dépenses du pouvoir central et à réformer le système fiscal, en engageant un nouveau recensement des terres et en accélérant le processus de monétisation de l'impôt, ce qui était plus en accord avec le poids croissant de la monnaie dans l'économie ; audacieuses et sans doute favorables à un rétablissement de l’État, ces mesures furent impopulaires parce que vues comme brutales, et jamais menées à leur terme. La mort de Zhang Juzheng en 1582 et la majorité de Wanli furent favorables à un retour des eunuques au premier plan, ainsi qu'à une croissance des dépenses somptuaires de la cour et des princes impériaux. Pour rajouter aux problèmes financiers des Ming, ceux-ci furent entraînés entre 1595 et 1598 dans un conflit en Corée contre les troupes japonaises de Toyotomi Hideyoshi, dont ils sortirent difficilement victorieux.
En 1595 il aurait rencontré le globe-trotter et marchand vitréen Pierre-Olivier Malherbe. 
Devant ses difficultés financières, le pouvoir impérial augmenta les impositions grevant les activités commerciales mais aussi l'agriculture, et procéda à d'importantes réductions d'effectifs dans les ateliers impériaux. Cela, cumulé à des crises agraires, créa un mécontentement général et plusieurs foyers d'insurrection. La fin du règne de Wanli fut une période de crise grave, marquée dans les années 1615-1617 par une importante famine dans l'empire, qui ne fut pas suivie d'un rétablissement en raison des troubles à la cour et aux frontières qui lui succédèrent. Dans les mêmes années, les conflits reprirent sur la frontière Nord à l'instigation d'un chef de tribu Jürchen, Nurhaci, qui avait été allié des Ming durant les guerres en Corée mais cessa de leur verser un tribut en 1615, et attaqua le Liaodong en 1618. Les Ming ne purent réagir efficacement, n'ayant pas un financement suffisant, d'autant plus qu'ils avaient face à eux un adversaire de grande valeur qui leur fit subir plusieurs défaites (dont une particulièrement désastreuse lors de la série d'affrontements de la bataille de Sarhu en 1619), et ils durent laisser tous les territoires situés au Nord de la Grande Muraille.
Depuis les années 1604, l'opposition au pouvoir avait pris la forme de l'Académie Donglin, créée par des intellectuels méridionaux et opposés au parti des eunuques. Avec eux se mit en place une vie politique dynamique, marquée par des épisodes de critique particulièrement libre du pouvoir et de ses inclinations autocratiques, plusieurs des contestataires se présentant comme la voix du « peuple » (ce qui a pu être considéré, abusivement, comme une forme embryonnaire de démocratie). La question de la succession de Wanli cristallisa les tensions à la cour : n'appréciant pas son fils aîné, il voulait nommer héritier présomptif son fils Zhu Changxun par sa concubine favorite, sans succès, car les partisans de la légitimité rituelle avaient trop de poids pour que ses préférences personnelles les fassent infléchir.
C'est sous le règne de Wanli que le jésuite Matteo Ricci arrive à Pékin en 1601. Son fils Taichang lui succède.